# 同质异形体
同质异形体（polymorph），又称同质异晶物，是指由化学组成相同的物质，在不同的物理化学条件下（例如温度、压力、介质）形成的不同结构的晶体。同质异形体由于结构不同会表现出不同的物理化学性质。例如，氮化硼有六方氮化硼、立方氮化硼等同质异形体。相应地，称这种物质具有同质异晶现象或同质异像（polymorphism）。
同质多象的每一种变体都有其一定的热力学范围，具备独特的形态和物理性质，且其形态和物理性质差异较大，因此同质多象变体在矿物学中基本是独立的矿物种。同种物质的同质多象变体，通常依据它们的形成温度由低至高，在其名称或成分前冠以α-、β-、γ-等希腊字母以示区别，如α-石英、β-石英等，且通常以α-表示低温变体、β-与γ-表示高温变体。

## 同质多象转变
同质多象变体之间，由于物理化学条件的改变，在固体的条件下也可能发生相互转变。由于其转变的温度条件在一定压力环境下是固定的，所以自然界的矿物中如果存在某种变体或某种转化过程，就可以辅助推测该种矿物所在的地质体的形成温度。
同质多象转变可分为双向的和单向的；从晶体结构的变化这一角度，也可分为移位型、重建型和有序—无序型。
物质在发生同质多象转变时，各项物理性质随着晶体结构的改变而产生突变，但有时原本的变体的晶形却不会因此而改变，而是被新的变体所继承。这种同质多象变体继承另一种同质多象变体的晶形的现象，叫做副象(paramorphism)，是判断是否发生同质多象转变的重要依据。

## 同质多象矿物
以下列举一部分常见的同质多象变体矿物：
- 金刚石、石墨—— C
- 硅灰石、假硅灰石—— Ca3(Si3O9)
- 螺状硫银矿、辉银矿—— Ag2S
- α-石英、β-石英—— SiO2
- 辰砂、黑辰砂—— HgS
- 等轴黄铁矿、白铁矿—— FeS2